# Tucumã
Tucumã è un comune del Brasile nello Stato del Pará, parte della mesoregione del Sudeste Paraense e della microregione di São Félix do Xingu.